# ديفيد بيكمان
ديفيد بيكمان (بالألمانية: David Beckmann)‏ هو سائق سيارة سباق ألماني، ولد في 27 أبريل 2000 في إزرلون في ألمانيا.

## وصلات خارجية
- ديفيد بيكمان على موقع DriverDB.com (الإنجليزية)